# Martin Fido
Martin Fido (* 18. Oktober 1939 in Penzance; † 2. April 2019) war ein britischer Hochschullehrer und Autor. In seinen Werken beschäftigte er sich hauptsächlich mit der Geschichte der Kriminalität im Vereinigten Königreich.

## Leben und Wirken
Nach dem Studium der Anglistik am Balliol College an der University of Oxford lehrte er von 1966 bis 1972 im Fach Englisch an den Universitäten von Leeds und Michigan. 1973 wurde er Professor und Leiter der Abteilung für Englisch an der University of the West Indies auf Barbados, bevor er 1983 wieder nach England zurückkehrte. Beim Londoner Radiosender LBC Radio moderierte er für 20 Jahre die wöchentliche Sendung Murder After Midnight, die auch auf Kassette und CD vertrieben wurde.
Fido verfasste Biographien über berühmte Persönlichkeiten wie Charles Dickens, Oscar Wilde, William Shakespeare und die fiktive Person Sherlock Holmes. Zusammen mit Paul Begg und Keith Skinner veröffentlichte Fido den Bestseller The complete Jack the Ripper A to Z. Ab 2001 unterrichtete er an der Boston University.

## Werke (Auswahl)
- Charles Dickens. An authentic account of his life and times. Hamyln, Feltham 1973 und 1985. ISBN 978-0-600-36922-6
- Murder guide to London. Grafton, London 1987. ISBN 978-0-586-07179-3
- Murders after midnight. Weidenfeld and Nicholson, London 1990. ISBN 978-0-297-81054-4
- The World of Sherlock Holmes. The Greatest Detective and his Era. Adams Media Corporation, London 1998. ISBN 978-1-58062-046-8
- The official encyclopedia of Scotland Yard. Virgin, London 1999 und 2000 (zusammen mit Keith Skinner). ISBN 978-1-85227-712-3
- The complete Jack the Ripper A to Z. John Blake, London 2010 (zusammen mit Paul Begg und Keith Skinner). ISBN 978-1-84454-797-5